# Simpatici & antipatici
Simpatici & antipatici è un film del 1998 diretto da Christian De Sica.

## Trama
Il Tiber è uno dei più esclusivi circoli di Roma, dove si intrecciano le vicende di numerosi esponenti della ricca borghesia e del "generone" della Capitale. 
Neoeletto presidente del circolo è Alberto, palazzinaro trafficone, sbruffone e megalomane, sempre pronto a ostentare la sua ricchezza, frutto in larga parte di intrallazzi. Alberto non ha il senso della misura: per le nozze d'argento con la moglie Simona prima le regala un diamante da quaranta milioni, poi organizza una cena in un ristorante dove i camerieri, dietro sua esplicita richiesta, insultano pesantemente gli invitati. Alla fine, Alberto viene arrestato dalla Guardia di Finanza per frode fiscale e condotto in carcere.
Custode del Tiber è Gigetto, un gentile siciliano che svolge questa mansione da tanti anni, pur cercando di tenersi il più possibile fuori dai pettegolezzi e dagli intrallazzi dei soci, e trovando spesso conforto in qualche chiacchiera col socio anziano Fausto. Gigetto è vittima continua delle angherie e degli scherzi dei membri del Tiber, facendo questi ultimi leva sulla loro forte condizione sociale: il più atroce, effettuato dal notaio Bonfanti, dal medico Petruzzi e da Walter, avviene quando a Gigetto viene fatto credere di avere un "gratta e vinci" vincente. Tempo dopo, però, quest'ultimo vince per davvero facendo 13 al Totocalcio: divenuto miliardario, il custode ha l'opportunità di vendicarsi nei confronti di quelle persone che lo avevano maltrattato.
Fausto, il più anziano socio del circolo, vive di ricordi pensando a una Roma che non c'è più: legge solo Il Tempo e rimpiange gli anni in cui, da giovane, poteva fare il bagno nel Tevere. Si innamora della sua colf asiatica quarantenne, che per divertirsi lo porta a ballare tutte le sere. Ad ogni modo, traspare un senso di serenità nel modo di vivere del vecchio Fausto, che tuttavia non regge il ritmo frenetico della sua compagna e muore a causa di un infarto.
Uno dei soci più sfortunati è Carlo Medis, detto Carletto: ex comico teatrale di grande successo ma ormai caduto in disgrazia, cerca ripetutamente e inutilmente di trovare un ingaggio in Rai. Ha una compagna, Michela, che coltiva ambizioni da attrice e soubrette e gli fa da infermiera, dato che egli soffre di problemi alla prostata, ma non riesce a trovare i soldi per l'operazione. Per risolvere i gravi problemi economici, arriva persino a cercare di vendere i mobili di casa e ad accettare di umiliarsi di fronte ai soci del circolo. Alla fine, grazie anche a un prestito di Alberto, finalmente riesce a farsi operare e approda in Rai, ottenendo un ingaggio per pubblicizzare prodotti per rassodare il corpo.
Tra i più rozzi soci c'è Walter, direttore di una compagnia di traslochi. Ha sposato Nicoletta, ex commessa di una concessionaria, ma più che alla moglie pensa alla Lazio, di cui non perde una partita in compagnia dell'inseparabile amico Bonfanti. Nicoletta è una finta intellettuale, sempre alla ricerca di esperienze culturalmente innovative, puntualmente svilite da Walter. Al suo ennesimo tentativo, in cui invita a casa il famoso fotografo cubano Rafael Muñeco, il marito la umilia e la deride per le sue velleità, ricordandole le umili origini. L'episodio fa riflettere la donna, che giunge infine alla conclusione che la cultura "radical chic" non fa per lei e quindi decide di tornare alle origini, accompagnando il consorte allo stadio.
Cameriere del Tiber è il giovane toscano Paolo, costretto a subire le angherie del suo "amico" Luca, che proprio nel giorno in cui egli avrebbe dovuto prendere il treno per Livorno lo obbliga a recarsi nella sua casa per registrargli l'incontro di tennis tra Sampras e Ivanišević. In virtù di tale richiesta, però, anche Paolo ha modo di riscattarsi: spacciandosi per l'altolocato amico, seduce la modella Viki Bond e apre con lei un bar frequentato da grandi star della passerella.
Altro membro importante del circolo è Roberto, incallito donnaiolo sposato da diversi anni con Livia per interesse: quest'ultima è infatti figlia di Augusto, uno dei più ricchi gioiellieri romani, che in concomitanza con il matrimonio lo prese a lavorare con sé. Diventato ricchissimo, Roberto tradisce ripetutamente la moglie (da cui ha avuto le tre bambine Diamanta, Rubina e Coralla, obese e anche piuttosto acide), fino a invaghirsi della giovane e bella spagnola Dolores, che si accompagna a Ugo, altro socio del circolo, un cocainomane che nella vita non è riuscito a concludere nulla. Roberto intraprende con lei una relazione che alla fine lo distrugge: scoperto dalla moglie, viene cacciato di casa e licenziato dal suocero, oltre che lasciato da Dolores poiché ormai sul lastrico. Per risollevarsi, Roberto accetta dal suo amico ristoratore Andrea l'incarico di direttore del catering del circolo, ma nel momento in cui assiste allo scherzo del "gratta e vinci" ai danni di Gigetto, si rende conto di come siano meschine le persone che aveva frequentato fino a poco tempo prima e decide di mollare tutto e trasferirsi in Polinesia, fidanzandosi con una ragazza del luogo, mentre l'ex moglie Livia intraprende una relazione con Ugo, che si trova a dover accompagnare quotidianamente a scuola le tre bambine. Nel frattempo Dolores, dopo aver prima sedotto e poi mandato sul lastrico vari soci del Tiber, si lega infine proprio all'anziano Augusto.

## Produzione
Il titolo del film nasce da una battuta a cui De Sica è legato: «Come ci attavoliamo, simpatici contro antipatici?». Questa frase viene pronunciata dall'attore nei film Yuppies - I giovani di successo, Yuppies 2 e Fratelli d'Italia, oltre ovviamente a Simpatici & antipatici.
Le riprese sono state realizzate tra Roma e Sabaudia e le ultime scene nella Polinesia Francese. Tra i luoghi del film: Circolo Canottieri Roma, piazza Monte Grappa di Roma, il ristorante Cencio La parolaccia di Roma, il Grand Hotel Plaza di Roma, via Giulia 148 a Roma, via Panama 78, Strada Lungomare 94 di Sabaudia e Club Med di Moorea.

## Accoglienza
Il titolo del film, in qualche modo, richiama il contrasto tra le diverse personalità (più simpatiche e di buoni sentimenti o più antipatiche e arroganti) dei protagonisti del circolo, come ricavabile dalla trama stessa.
La pellicola riscosse un insuccesso al botteghino, incassando soltanto 809.425€.
Secondo alcuni critici cinematografici, tra cui Morando Morandini, la figura di Alberto Cecchini è ispirata a quella di Cesare Previti. Ospite del programma #cartabianca, condotto da Bianca Berlinguer, Christian De Sica ha affermato che l'insuccesso del film al botteghino era dovuto proprio al fatto che il personaggio interpretato da Funari somigliasse fortemente a Previti, cosa che non era nelle intenzioni degli sceneggiatori farlo riconoscere, e che, per ovvie ragioni, dopo una settimana di programmazione, il film fu ritirato dalle sale.